# Peter Swan
Peter Swan (ur. 8 października 1936 w South Elmsall, zm. 20 stycznia 2021) – angielski piłkarz grający podczas kariery na pozycji obrońcy.

## Kariera klubowa
Piłkarską karierę rozpoczął w drugoligowym Sheffield Wednesday w 1955. W barwach „Sów” zadebiutował 5 listopada 1955 w meczu z Barnsley. W 1956 awansował z Wednesday do pierwszej ligi, by po dwóch latach z niej spaść. W 1959 po raz drugi awansował z „Sowami” do Division One. Karierą Swana przerwała afera hazardowa związana z ustawianiem meczów. Swan został skazany na 8-letnią dyskwalifikację. Na boisko powrócił dopiero po odbyciu kary w 1972 w barwach Wednesday. W latach 1973–1974 występował w czwartoligowym Bury. Ogółem w latach 1956–1964 rozegrał w angielskiej ekstraklasie 217 spotkań.
| Sezon   | Klub                     | Kraj   | Rozgrywki     | Mecze | Bramki |
| ------- | ------------------------ | ------ | ------------- | ----- | ------ |
| 1955/56 | Sheffield Wednesday F.C. | Anglia | Division Two  | 4     | 0      |
| 1956/57 | Sheffield Wednesday F.C. | Anglia | Division One  | 5     | 0      |
| 1957/58 | Sheffield Wednesday F.C. | Anglia | Division One  | 13    | 0      |
| 1958/59 | Sheffield Wednesday F.C. | Anglia | Division Two  | 39    | 0      |
| 1959/60 | Sheffield Wednesday F.C. | Anglia | Division One  | 42    | 0      |
| 1960/61 | Sheffield Wednesday F.C. | Anglia | Division One  | 36    | 0      |
| 1961/62 | Sheffield Wednesday F.C. | Anglia | Division One  | 40    | 0      |
| 1962/63 | Sheffield Wednesday F.C. | Anglia | Division One  | 42    | 0      |
| 1963/64 | Sheffield Wednesday F.C. | Anglia | Division One  | 39    | 0      |
| 1972/73 | Sheffield Wednesday F.C. | Anglia | Division Two  | 15    | 0      |
| 1973/74 | Bury F.C.                | Anglia | Division Four | 35    | 2      |

## Kariera reprezentacyjna
W reprezentacji Anglii zadebiutował 11 maja 1960 w zremisowanym 3-3 towarzyskim meczu z Jugosławią. Ostatni raz w reprezentacji wystąpił 9 maja 1962 w wygranym 3-1 towarzyskim meczu ze Szwajcarią. Kilka tygodni później był w kadrze na mistrzostwa świata w Chile.
| Mecze i gole w reprezentacji | Mecze i gole w reprezentacji | Mecze i gole w reprezentacji | Mecze i gole w reprezentacji | Mecze i gole w reprezentacji | Mecze i gole w reprezentacji | Mecze i gole w reprezentacji |
| #                            | Data                         | Miasto                       | Przeciwnik                   | Gol                          | Wynik                        |                              |
| ---------------------------- | ---------------------------- | ---------------------------- | ---------------------------- | ---------------------------- | ---------------------------- | ---------------------------- |
| 1.                           | 11.05.1960                   | Londyn                       | Jugosławia                   |                              | 3:3                          | towarzyski                   |
| 2.                           | 15.05.1960                   | Madryt                       | Hiszpania                    |                              | 0:3                          | towarzyski                   |
| 3.                           | 22.05.1960                   | Budapeszt                    | Węgry                        |                              | 0:2                          | towarzyski                   |
| 4.                           | 08.10.1960                   | Belfast                      | Irlandia Północna            |                              | 5:2                          | British Home Championship    |
| 5.                           | 19.10.1960                   | Luksemburg                   | Luksemburg                   |                              | 9:0                          | el. MŚ 1962                  |
| 6.                           | 26.10.1960                   | Londyn                       | Hiszpania                    |                              | 4:2                          | towarzyski                   |
| 7.                           | 23.11.1960                   | Londyn                       | Walia                        |                              | 5:1                          | British Home Championship    |
| 8.                           | 15.04.1961                   | Londyn                       | Szkocja                      |                              | 9:3                          | British Home Championship    |
| 9.                           | 10.05.1961                   | Londyn                       | Meksyk                       |                              | 8:0                          | towarzyski                   |
| 10.                          | 21.05.1961                   | Lizbona                      | Portugalia                   |                              | 1:1                          | el. MŚ 1962                  |
| 11.                          | 24.05.1961                   | Rzym                         | Włochy                       |                              | 3:2                          | towarzyski                   |
| 12.                          | 27.05.1961                   | Wiedeń                       | Austria                      |                              | 1:3                          | towarzyski                   |
| 13.                          | 28.09.1961                   | Londyn                       | Luksemburg                   |                              | 4:1                          | el. MŚ 1962                  |
| 14.                          | 14.10.1961                   | Cardiff                      | Walia                        |                              | 1:1                          | British Home Championship    |
| 15.                          | 25.10.1961                   | Londyn                       | Portugalia                   |                              | 2:0                          | el. MŚ 1962                  |
| 16.                          | 22.11.1961                   | Londyn                       | Irlandia Północna            |                              | 1:1                          | British Home Championship    |
| 17.                          | 04.04.1962                   | Londyn                       | Austria                      |                              | 3:1                          | towarzyski                   |
| 18.                          | 14.04.1962                   | Glasgow                      | Szkocja                      |                              | 0:2                          | British Home Championship    |
| 19.                          | 09.05.1962                   | Londyn                       | Szwajcaria                   |                              | 3:1                          | towarzyski                   |

## Kariera trenerska
Po zakończeniu zawodowej kariery piłkarskiej został trenerem i przez kilka lat trenował amatorskie i półzawodowe kluby.